# Lajm
Lajm (albanisch für „Neuigkeit“/„Nachricht“) ist eine kosovarische Tageszeitung, die im Oktober 2004 erstmals von Mabetex aufgelegt wurde. Mabetex ist ein internationales Unternehmen des kosovarischen Geschäftsmann Behgjet Pacolli.
Auf Grund der mutigen Berichterstattung, dem investigativen Journalismus und seinen kritischen Ansätzen wurde Lajm bald eine der zwei Zeitungen mit der weitesten Leserreichweite im Kosovo. Qualität und Verkauf litten aber unter einem schlechten Management, was dazu führte, dass sehr bald führende Journalisten das Unternehmen verließen. Im April 2008 hatte Lajm neben Infopress und National weniger als 5 Prozent Leserreichweite.
Die Boulevardzeitung erscheint täglich als Einseitendruck. Lajms Hauptkonkurrent ist Kosovos anderes Boulevardblatt Gazeta Express. In Mazedonien erscheint eine veränderte Version.